# Диомед
Диомед (грч. Διομήδης) (лат. Diomếdes) је у грчкој митологији био Тидејев и Дејпин син који је постао краљ Арга, наследивши свога деду Адраста. Посебно је познат по свом учешћу у тројанском рату. Хомер га у својој „Илијади“ описује, уз Ајанта, као другог најбољег ахејског ратника након Ахила. Заједно са Хераклом и Одисејем је био најдражи Атенин јунак.
Диомедово име је сложеница две грчке речи:
- грч.  = „бог“
- грч.  = „мислити“

што би значило „божански лукав“.

## Митологија

### Пре Тројанског рата
Диомед је био један од Епигона, синова палих ратника, који су се борили против Тебе, а организивали су војни поход чији је циљ био да се освети смрт њихових очева.
После смрти свога оца Тидеја, Диомед се оженио са Егијалејом из Арга и тамо се скућио. Мада је био пуноправни грађанин Арга, Диомед је стално ковао завере како да свргне краља, а када је после неког времена и преузео краљевство, убио је све издајнике, сем Терзита који је успео да побегне. На престо је вратио свог деду Енеја.
Када је Енеј предао краљевство своме зету Андемону и упутио се у Арг код Диомеда, на путу га је убио Терзит. Диомед, и поред велике потраге није могао да пронађе убицу, па је, на месту где је покопан његов деда, у његову част основао град и назвао га његовим именом.
Диомед је био и један од бројних Хелениних просилаца који је положио заклетву Менелају да ће му, кад год му то буде било потребно, прискочити у помоћ.

### Тројански рат
Диомед је у тројански рат кренуо са флотом од осамдесет бродова и то је била, после Агамемнонове флоте од сто бродова и Несторове од деведесет, трећа морска снага Ахејаца. Диомед је, након Ахила, заузимао друго место међу изванредним грчким јунацима под Тројом. Био је моћан и вешт ратник као и веома одан и храбар борац. Његова је мудрост била неоспорна, па су је признавали и краљеви знатно старији од њега, попут Агамемнона и Нестора. Диомед је на Патрокловим погребним играма, заједно са Ајантом, освојио прво место у боксу.
Када је, у тројанском рату, Одисеј заробио Пријамовог сина, пророка Хелена и од њега сазнао да Троја не може бити освојена, ако се не изнесе из града „паладијум“ који је штитио град, Одисеј и Диомед су пошли по њега. Диомед је на Одисејевим раменима ушао у град, али није пустио Одисеја да са њим уђе. Када се Диомед вратио са „паладијем“, Одисеј је био веома бесан и покушао је да убије Диомеда и да себи припише заслугу, али је Диомед видио његов одраз у месечини, окренуо се и разоружао га, а затим су се заједно вратили у логор.
Док је Ахил био одсутан, Диомед је постао најмоћнији ахејски ратник који је у борби убио бројне Тројанце. Његову храброст и јунаштво су опазили и Енеја, Афродитин син, и стрелац Пандар који су га потом и напали и успели да га тешко ране. Без обзира на то, он је, несмањеном жестином, наставио да се бори. Убио је Пандара својим копљем, а на Енеја је бацио велику стену и тако га тешко ранио. Афродита се, да би спасла свога сина, умешала у сукоб и зграбивши Енеју, побегла са њим. Диомед је напао и Афродиту и ранио је, а она је испустила Енеју и одјурила на Олимп да се пожали Зевсу. Када је, онесвешћеног и рањеног Енеја узео Аполон, Диомед је и њега три пута напао, али се и сетио да га је Атена саветовала да не сме да нападне никједног бога..
Док се Диомед борио са Хектором, угледао је Ареја, бога рата, да се бори на страни Тројанаца и сетио се савета богиње Атене, па је заповедио својој војсци повлачење, међутим, богиња га је тада охрабрила да се врати у битку. Када је Диомед, касније, у борби ранио Ареја копљем који се зато вратио на Олимп, Тројанци су били приморани да се повуку.

### После Тројанског рата
Богиња Афродита није никада опростила Диомеду учествовање у тројанском рату, па је док се он борио, уверила његову жену Егијалеју да се уда за другог мушкарца и њега постави за краља Арга. Диомед, када је стигао у своје краљевство и видео шта се догодило, није желио ништа нажао да учини својој жени, а није желео ни да остане, па је отишао у Италију гдје је основао градове Бриндизиј и Arpus Hippium.
По доласку у Италију, Диомед је се поново срео са својим старим непријатељом Енејом, па су становници Лација посетили његову краљевску палату и покушали да га убеде да поводе њихову војску против Енејиних трупа. Диомед је понуду одбио рекавши да је у Италију дошао да живи мирно, а и да је у свом животу убио и превише Тројанаца.
Богиња Атена је Деомеду дала бесмртност која је била намењена његовом оцу Тидеју, па је он постао бог кога су, познатог под различитим именима поштовали у Италији.

## Диомедов гроб
На острву Свети Никола, архипелага Тремити, постоји гробница из хеленског периода названа Диомедов гроб. Према легенди, богиња Венера видевши Диомедове људе како горко плачу претвара их у албатросе (Diomedea exulans L.) како би могли да чувају стражу на гробу свог краља.